# ماري شتولتس
ماري شتولتس (بالإنجليزية: Mary Stolz)‏ (24 مارس 1920، بوسطن في الولايات المتحدة - 15 ديسمبر 2006، لونغبوت كي في الولايات المتحدة)؛ كاتِبة مُتخصِّصة في أدب الأطفال وروائية أمريكية. درست في جامعة كولومبيا.